# Fahredin Gunga
Fahredin Gunga (ur. w 1936 w Kosowskiej Mitrowicy, zm. 1 kwietnia 1997 w Prisztinie) − jugosłowiański i kosowski poeta, pochodzenia albańskiego.

## Życiorys
Pochodził z ubogiej rodziny robotniczej. Ukończył studia na Wydziale Filozoficznym Uniwersytetu w Belgradzie. Po studiach podjął pracę nauczyciela w Kosowskiej Mitrowicy. Pracował także w działającym w Prisztinie wydawnictwie Rilindja jako redaktor, a także na podobnym stanowisku w Telewizji Prisztina. Pierwsze wiersze publikował w latach 60. W swoich utworach skłaniał się ku symbolizmowi, a stosowane przez niego zawiłe metafory przybierały charakterystyczny dla twórczości Gungi wymiar surrealistyczny. Wydał 9 tomików wierszy.

## Tomiki wierszy
- 1961: Peshperitjet e mengjezit (Szept poranka)
- 1964: Pershendetja e perseritun ne mue
- 1969: Gramatika e gjëllimit (Gramatyka egzystencji)
- 1970: Mallkimet e fjetuna
- 1973: Kepi i Shpresës së Mirë (Przylądek Dobrej Nadziei)
- 1975: Flaka e fjalës : poezi nga Kosova (Płomień słowa: poezja z Kosowa)
- 1981: Nokturno per orkidene (Nokturn dla orchidei)
- 1985: Mallkimet e zgjuara (Zręczne przekleństwa)
- 1986: Poezi
- 1990: Shtrezet e fatësimit